# Карликова сфероїдальна галактика Стрільця
Карликова сфероїдальна галактика Стрільця (англ. Sagittarius Dwarf Spheroidal Galaxy, позначення Sgr dSph), також відома як Карликова еліптична галактика Стрільця (англ. Sagittarius Dwarf Elliptical Galaxy, позначення Sgr dE чи Sag DEG), — це еліптична (у формі петлі) галактика-супутник Чумацького Шляху. Вона складається з кулястих скупчень, головне з яких було відкрите 1994 році. Sgr dSph має діаметр бл. 10 000 світлових років та розташована приблизно за 70 000 світлових років від Землі, обертаючись навколо Чумацького Шляху полярною орбітою (яка проходить над галактичними полюсами) на відстані приблизно 50 000 світлових років від ядра нашої Галактики (бл. 1/3 відстані до Великої Магелланової Хмари). Рухаючись спіральною орбітою, галактика в минулому декілька разів перетнула площину Чумацького Шляху.

## Характеристики
Відкрита 1994 року Родріго Ібатою, Майком Ірвіном та Джеррі Гілмором і на той час стала відомою як найближчий супутник нашої Галактики (із 2003 року найближчим супутником стали вважати карликову галактику Великого Пса). Хоча вона є однією з найближчих галактик-супутників, однак її головне скупчення розташоване по інший бік від Галактичного центру та, відповідно, дуже слабко видиме, хоча й займає досить значну ділянку неба. Вважається, що це досить стара галактика, із невеликою кількістю міжзоряного пилу та переважно населена зорями популяції II, старішими та менш металічними в порівнянні із зорями Чумацького Шляху. Нейтрального гідрогену в галактиці не виявлено.
Подальші відкриття команд астрофізиків з Вірджинського університету та Массачусетського університету в Емгерсті, на основі даних 2MASS, виявили всю структуру галактики у формі петлі. 2003 року за допомогою інфрачервоних телескопів та супер-комп'ютерів Стівен Маєвські, Міхаїл Скрутскій та Мартін Вайнберг зуміли створити зоряну мапу, відібрали із загальної маси зір ті, що належать до Sgr dSph, визначили її позицію й петлясту форму[відсутнє в джерелі] та виявили що ця маленька галактика рухається практично перпендикулярно до площини Чумацького Шляху.

### Кулясті скупчення

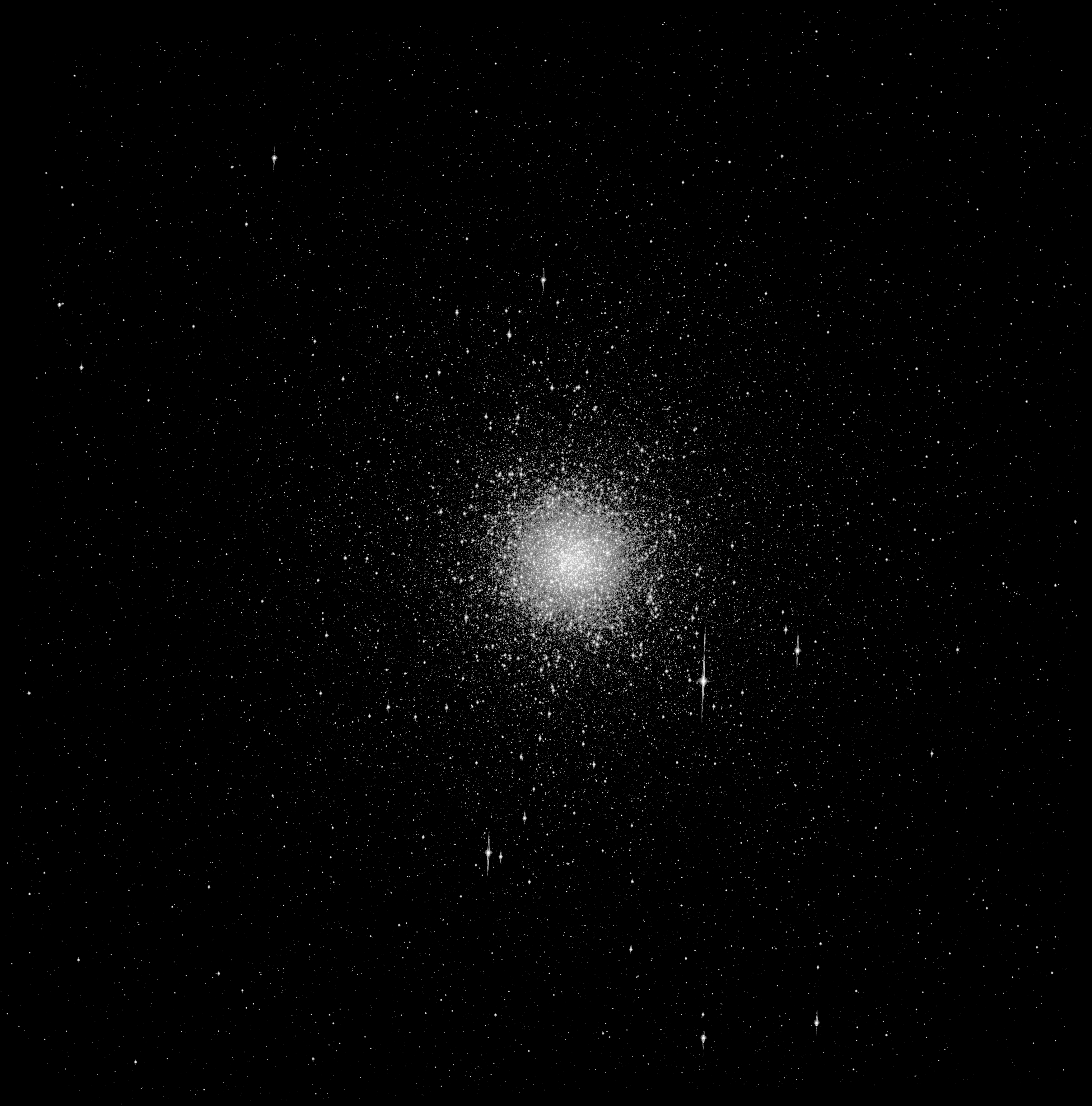
Вважається, що Мессьє 54 перебуває в ядрі Sgr dSph. Це зображення у відтінках сірого створено за даними інструмента «Вдосконалена оглядова камера» телескопу Габбл

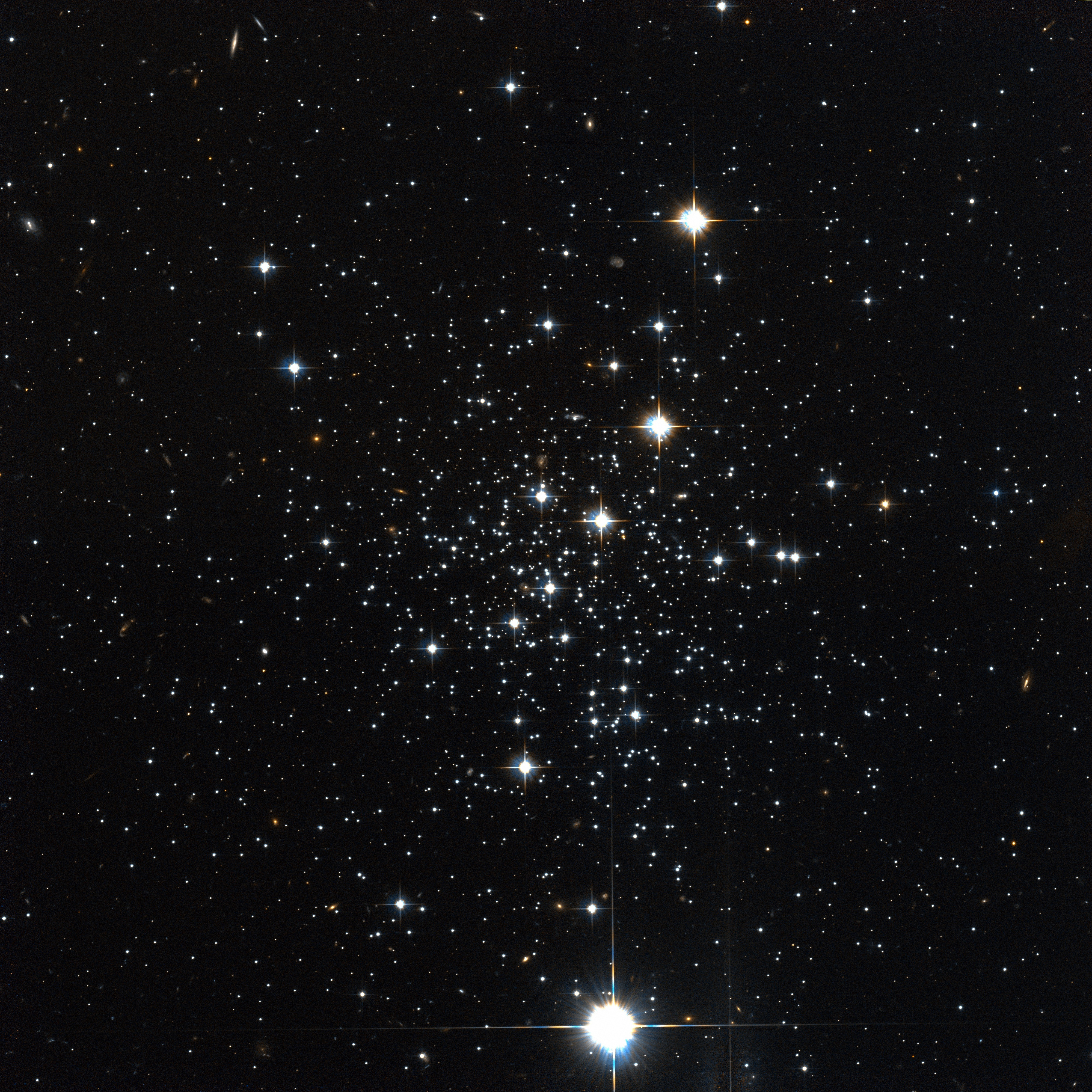
Вважається, що розсіяне скупчення Паломар 12 було захоплено Чумацьким Шляхом від Sgr dSph близько 1,7 млрд.років тому

Галактика Sgr dSph має чотири відомі кулястих скупчення, одне з яких — M54 — видимо розташоване в її центрі. Вона також динамічно пов'язана з «молодими» кулястими скупченнями Терзан 7, Терзан 8 та  Арп 2. Крім того, переважна більшість астрономів на поточний час[коли?] пов'язує з цією галактикою також зоряні скупчення Паломар 12 та Whiting 1.

### Металічність
Sgr dSph має у своєму складі декілька зоряних популяцій, вік яких змінюється від найстаріших зоряних скупчень (майже віку Всесвіту) до слідів популяцій віком лише мільйони років. У ній також спостерігається обернена залежність вік-металічність, коли старе населення є бідним на метали ([Fe/H]=−1.6 ± 0.1), а наймолодше має їх надлишок (у порівнянні з Сонцем).

## Геометрія та динаміка
На основі поточної траєкторії, у наступну сотню мільйонів років головне скупчення галактики Sgr dSph пройде через галактичний диск Чумацького Шляху, хоча її диск — видовжений еліпс у формі петлі, вже розтягнувся довкола та через наш місцевий космос та галактичний диск Чумацького Шляху та повільно поглинається нашою Галактикою, маса якої в тисячі разів більша.
Раніше більшість астрономів вважали, що галактика Sgr dSph вже є сильно зруйнованою і більша частина її початкової речовини вже змішалась з Чумацьким Шляхом. Однак, зараз виявлено, що Sgr dSph досі має цільність у вигляді розпорошеного витягнутого еліпсу та рухається майже полярною орбітою довкола Чумацького Шляху, мінімальна відстань якої від центра нашої Галактики становить всього 50 000 світлових років. Хоча початкова її форма (до зіткнення з Чумацьким Шляхом) імовірно була щільною сфероїдною, галактика Sgr dSph розривається величезними припливними силами вже протягом сотень мільйонів років. Чисельне моделювання припускало, що зорі, вирвані з карликової галактики, мають утворювати довгий шлейф уздовж її орбіти навколо галактичного центру, що пізніше було підтверджено спостереженнями.
Однак деякі астрономи стверджують, що Sgr dSph обертається довкола Чумацького Шляху вже декілька мільярдів років і здійснила приблизно 10 обертів, тому її здатність зберегти часткову цільність попри такі умови може вказувати на незвичайно високу концентрацію темної матерії у цій галактиці.
Джонстон з колегами 1999 року дійшли висновку, що Sgr dSph обертається довкола Чумацького Шляху принаймні один мільярд років і протягом цього часу її маса зменшилась у 2-3 рази. Її орбіта має галактоцентричні відстані, що коливаються між ~13 та ~41 кілопарсеками з періодом від 550 до 750 мільйонів років, а останній перігалактіон вона пройшла приблизно 50 мільйонів років тому. Того ж 1999 року інша команда, Цзян і Бінні дійшла висновку, що карликова галактика почала падіння на Чумацький Шлях з відстані більше 200 кілопарсеків, якщо її початкова маса сягала ~1011M☉.
Наявні моделі й орбіти Sgr dSph, і потенційного поля Чумацького Шляху можуть бути покращені за рахунок спостереження власного руху «зоряного сміття» карликової галактики. Це питання інтенсивно досліджується, з залученням допомоги у розрахунках від проекту розподілених обчислень MilkyWay@home.
Опубліковані 2011 року результати моделювання припускали, що спіральна структура нашої Галактики (Чумацького Шляху) могла утворитися саме внаслідок повторюваних зіткнень з карликовою галактикою Sgr dSph.